# Лагутин, Дмитрий Викторович
Дмитрий Викторович Лагутин (19 июля 1971) — российский футболист, защитник.
Воспитанник ДЮСШ «Торпедо» Таганрог. Профессиональную карьеру провёл в клубах первого (1992—1993, 1997—2000, 2004—2005) и второго (1993, 1994—1996, 2001—2003) дивизионов «Торпедо» Таганрог (1992—1996), «Металлург» Красный Сулин (1993), «Сокол» Саратов (1997—2000, 2005), «Орёл» (2001—2004).
В первом дивизионе провёл 193 игры, забил шесть голов, во втором — 236 игр, 19 голов.